# Trenhotel

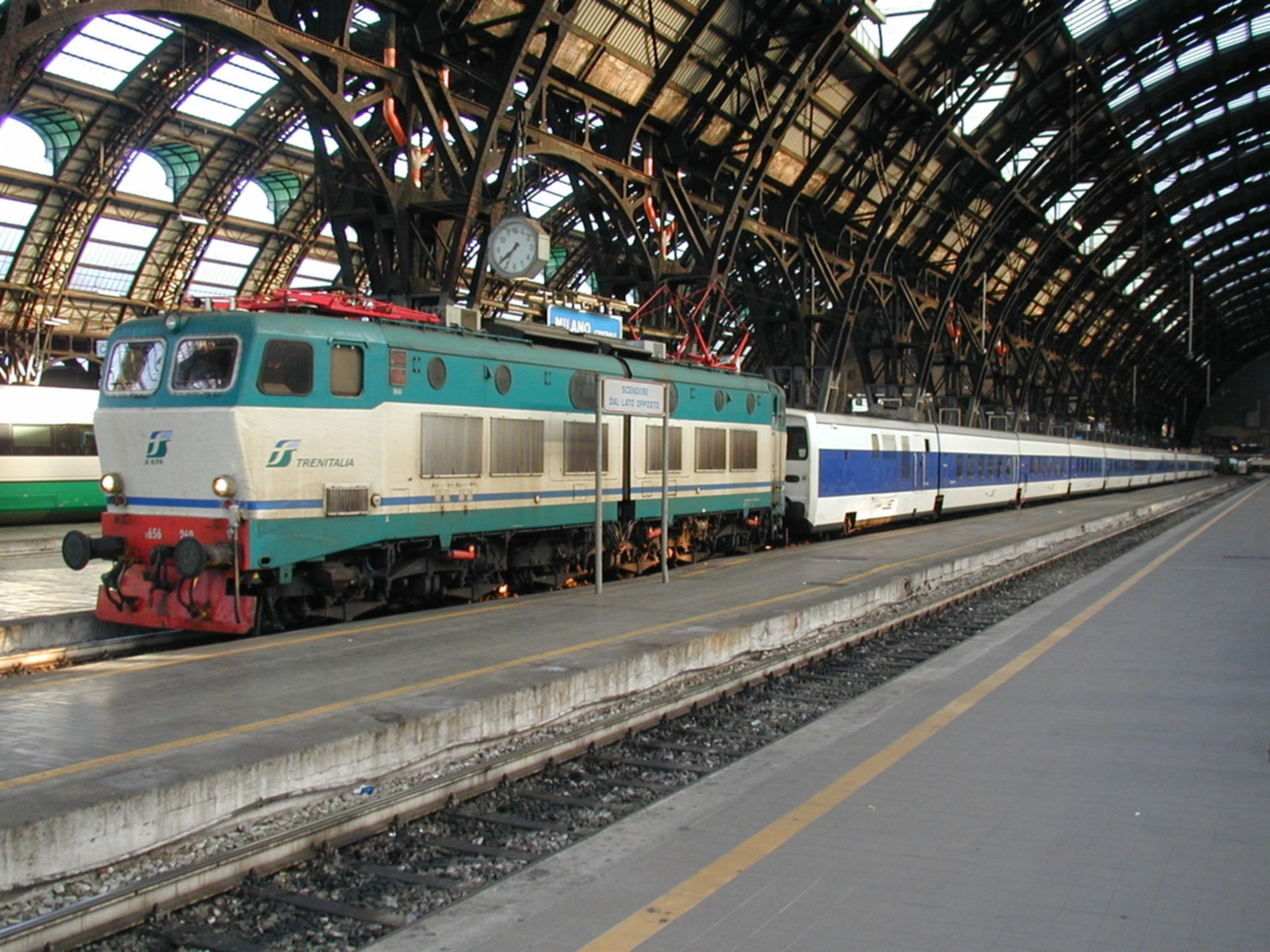
Trenhotel Salvador Dalí a l'estació central de Milà (Centrale)

El Trenhotel va ser un tren nocturn de llarga distància que forma part de l'alta gamma de Llarga Distància. Oferia seients en turista i preferent, cabines de 4 llits a turista i d'1 o 2 a preferent, amb accés adaptat a minusvàlids i cafeteria. Va ser un producte de Renfe Operadora de preu mitjà-alt dintre dels trens de Llarga Distància, que connecta gran part d'Espanya i algunes ciutats de Portugal, França, Suïssa i Itàlia.
Des del punt de vista físic, és un tren Talgo Pendular de les sèries IV, V o VI, la majoria amb rodadura desplaçable, que ha estat reformat per dintre per contenir compartiments amb llits per a viatjar de nit.
El 2020, Renfe en va suspendre el servei degut a la pandèmia de COVID-19. Un cop superada aquesta ja no els va recuperar, al·legant la seva falta de rendibilitat.

## Flota
Els Trenhotel estan formats per una Locomotora i composicions Talgo, sent utilitzades les següents composicions a les següents relacions:
- Trenhotel rutes internacionals amb canvi d'ample de via:
  - Locomotora 252 o 269 fins a la frontera i locomotores pròpies del país a partir d'aquesta + rama Talgo-V o Talgo-VI llits de rodadura desplaçable. Les places assegudes són de classe única amb característiques de preferent. L'empresa que gestiona aquestes rutes és Elipsos, que és una empresa formada per Renfe i SNCF.
- Trenhotel rutes nacionals:
  - Locomotora 269/252 als trams electrificats o dièsel als no electrificats + rama Talgo-IV o Talgo-VI llits.
- Trenhotel Lusitania:
  - Locomotora dièsel fins a la frontera i locomotora portuguesa en endavant + rama Talgo-IV o Talgo-VI llits.

## Recorreguts
| Rutes nacionals                                  | Rutes nacionals | Rutes nacionals                          |
| ------------------------------------------------ | --- | ---------------------------------------- |
| Galícia ruta La Corunya                          | Barcelona-Sants · Camp de Tarragona · Lleida-Pirineus · Saragossa-Delicias · Tudela de Navarra · Castejón de Ebro · Logronyo · Burgos-Rosa de Lima · Palència · Lleó · Astorga · Ponferrada · O Barco de Valdeorras · A Rúa-Petín · San Clodio-Quiroga · Monforte de Lemos · Sarria · Lugo · Curtis · Betanzos-Infesta · La Corunya                                                                                         | Talgo 7                                  |
| Galícia ruta Vigo                                | Barcelona-Sants · Camp de Tarragona · Lleida-Pirineus · Saragossa-Delicias · Tudela de Navarra · Castejón de Ebro · Logronyo · Burgos-Rosa de Lima · Palència · Lleó · Astorga · Ponferrada · O Barco de Valdeorras · A Rúa-Petín · San Clodio-Quiroga · Monforte de Lemos · Ourense-Empalme · Guillarei · O Porriño · Redondela · Vigo-Guixar                                                                              | Talgo 7                                  |
| Rosalía de Castro (Addicional, servei irregular) | Barcelona-Sants · Camp de Tarragona · Lleida-Pirineus · Saragossa-Delicias · Logronyo· Astorga · Ponferrada · O Barco de Valdeorras · A Rúa-Petín · San Clodio-Quiroga · Monforte de Lemos · Ourense-Empalme· Santiago de Compostel·la · La Corunya | Talgo 5-6 + (Barcelona-Monforte Talgo 7) |
| Rías Gallegas                                    | Madrid-Chamartín · Àvila· Medina del Campo · Zamora · Puebla de Sanabria · A Gudiña · Ourense-Empalme · Ribadavia · Guillarrei · O Porriño · Redondela · Vigo-Guixar · Pontevedra | Talgo 4-5-6                              |
| Atlàntic                                         | Madrid-Chamartín · Àvila· Medina del Campo · Valladolid-Campo Grande · Venta de Baños · Palència · Lleó · Veguellina · Astorga · Bembibre · Ponferrada · O Barco de Valdeorras · A Rúa-Petín · San Clodio-Quiroga · Monforte de Lemos · Sarria · Lugo · Gutiriz · Curtis · Betanzos-Infesta · La Corunya · Betanzos-Infesta · Betanzos-Cidade · Pontedeume · Ferrol                                                         | Talgo 4-5-6                              |
| Rutes internacionals                             | |                                          |
| Lusitània                                        | Madrid-Chamartín · Àvila· Medina del Campo · Salamanca · Ciudad Rodrigo · Fuentes de Oñoro · Villar-Formoso · Guarda · Celorico da Beira · Mangualde · Santa Comba-Dao · Coimbra · Pombal · Caxarias · Entroncamento · Lisboa-Orient · Lisboa-Santa Apolónia | Talgo 4-5-6                              |
| Sud Express o Sudex                              | Hendaia · Irun · Sant Sebastià · Vitòria · Miranda de Ebro · Burgos-Rosa de Lima · Valladolid-Campo Grande · Medina del Campo · Salamanca · Fuente de San Esteban-Boadilla · Ciudad Rodrigo · Fuentes de Oñoro · Villar-Formoso · Guarda · Vila Franca das Naves · Celorico da Beira · Mangualde · Nelas · Santa Comba-Dao · Pampilhosa · Coimbra · Pombal · Fátima · Entroncamento · Lisboa-Orient · Lisboa-Santa Apolónia | Talgo 4-5-6                              |

### Antigues rutes nacionals
- TH Alhambra: Barcelona-Sants-Granada
- TH Antoni Gaudí: Madrid-Chamartín - Barcelona-Sants
- TH Antonio Machado: Barcelona-Sants - Cadis
- TH Gibralfaro: Barcelona-Sants - Málaga-María Zambrano
- TH Astúries / Pio Baroja: Barcelona-Sants - Gijón
- TH Rías Gallegas ruta La Corunya: Madrid-Chamartín - La Corunya

### Antigues rutes internacionals
- TH Pau Casals: Barcelona-Estació de França - Zuric-Central
- TH Salvador Dalí: Barcelona-Estació de França - Milà-Central
- TH Joan Miró: Barcelona-Estació de França - París-Austerlitz
- TH Francisco de Goya: Madrid-Chamartín - París-Austerlitz

En 1992, el Trenhotel Francisco de Goya va ampliar el seu recorregut des de Sevilla a París amb el motiu de la Expo 92.